# Lijst van Stolpersteine in Vaals

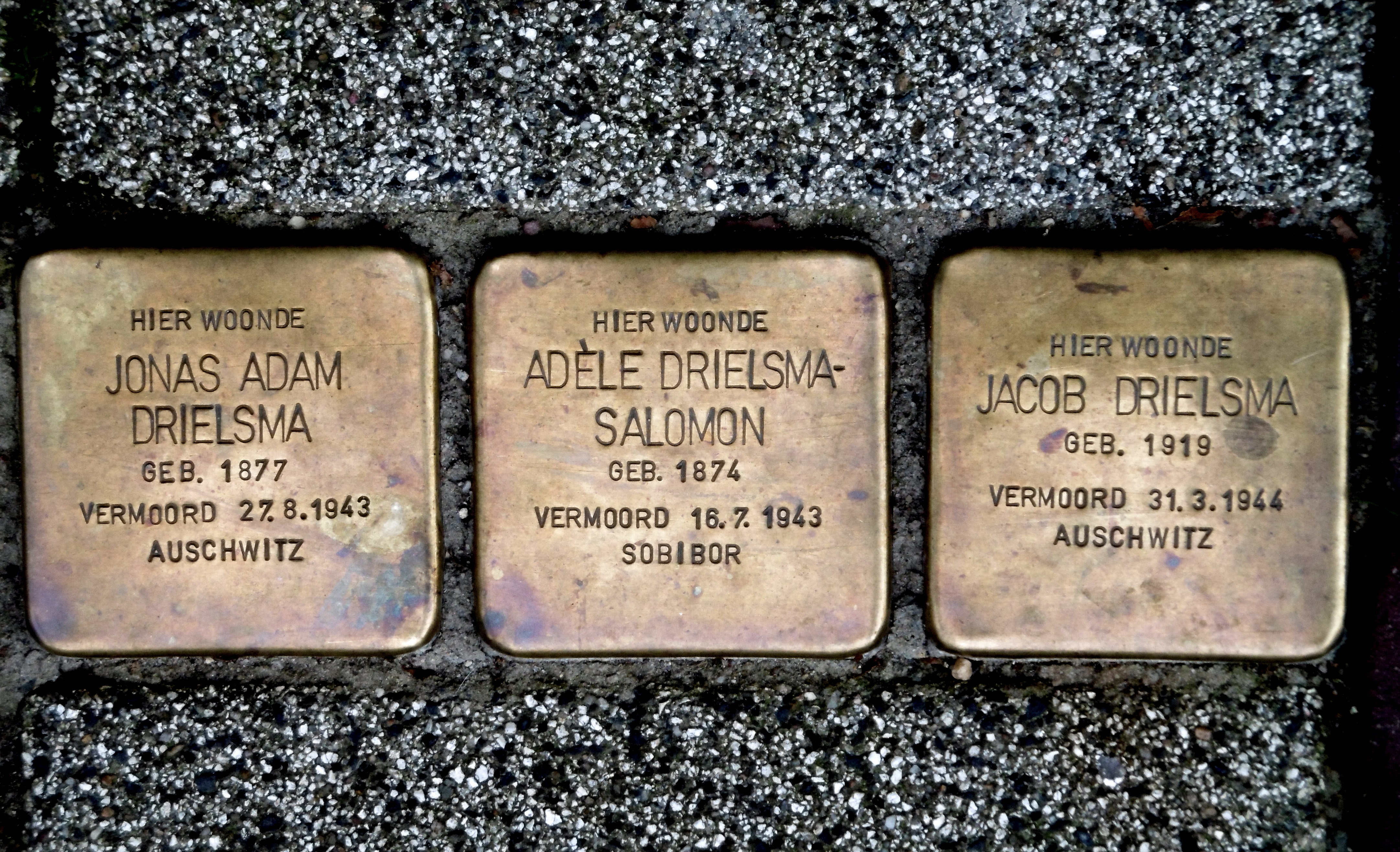
Stolpersteine voor de Familie Drielsma

De lijst van Stolpersteine in Vaals geeft een overzicht van de gedenkstenen die in de gemeente Vaals in de Nederlandse provincie Limburg zijn geplaatst in het kader van het Stolpersteine-project van de Duitse beeldhouwer-kunstenaar Gunter Demnig.
Stolpersteine zijn opgedragen aan slachtoffers van het nationaalsocialisme, al diegenen die zijn vervolgd, gedeporteerd, vermoord, gedwongen te emigreren of tot zelfmoord gedreven door het nazi-regime. Demnig legt voor elk slachtoffer een aparte steen, meestal voor de laatste zelfgekozen woning.
Omdat het Stolpersteine-project doorloopt, kan deze lijst onvolledig zijn.

## Stolpersteine
In de plaats Vaals liggen negen Stolpersteine op zes adressen.

### Vaals
| Afbeelding | Inscriptie                                                                              | Adres                               | Herdachte persoon                  |
| ---------- | --------------------------------------------------------------------------------------- | ----------------------------------- | ---------------------------------- |
|            | HIER WOONDE ADOLF ADLER GEB. 1866 GEDEPORTEERD 1942 VERMOORD 23.7.1943 SOBIBOR          | Maastrichterlaan 183 (voorheen 153) | Adolf Hermann Adler (1866–1943)    |
|            | HIER WOONDE HORTENSE ADLER- BLÜM GEB. 1876 GEDEPORTEERD 1942 VERMOORD 23.7.1943 SOBIBOR | Maastrichterlaan 183 (voorheen 153) | Hortense Adler-Blüm (1876–1943)    |
|            | HIER WOONDE JACOB DRIELSMA GEB. 1919 VERMOORD 31.3.1944 AUSCHWITZ                       | Kerkstraat 62                       | Jacob Drielsma (1919–1944)         |
|            | HIER WOONDE JONAS ADAM DRIELSMA GEB. 1877 VERMOORD 27.8.1943 AUSCHWITZ                  | Kerkstraat 62                       | Jonas Adam Drielsma (1877–1943)    |
|            | HIER WOONDE ADÈLE DRIELSMA- SALOMON GEB. 1874 VERMOORD 16.7.1943 SOBIBOR                | Kerkstraat 62                       | Adèle Drielsma-Salomon (1874–1943) |
|            | HIER WOONDE SIMON GANS GEB. 1872 VERMOORD 28.5.1943 SOBIBOR                             | Akenerstraat 25                     | Simon Gans (1872–1943)             |
|            | HIER WOONDE SIMON HERTZ GEB. 1870 OVERLEDEN 11.5.1943                                   | Kerkstraat 13                       | Simon Hertz (1870–1943)            |
|            | HIER WOONDE CASPAR NIESSEN GEB. 1911 VERMOORD 24.11.1942 ORANIENBURG                    | Lindenstraat 3                      | Caspar Niessen (1911–1942)         |
|            | HIER WOONDE CHARLES SCHWARZ GEB. 1936 VERMOORD 31.8.1942 AUSCHWITZ                      | Jos Francotteweg 5                  | Charles Schwarz (1936–1942)        |

## Data van plaatsingen
- 19 juli 2011: zes Stolpersteine op Akenerstraat 25, Jos Francotteweg 5, Kerkstraat 13, Lindenstraat 3, Maastrichterlaan 183
- 26 juli 2019: drie Stolpersteine op Kerkstraat 62